# Santé animale
 (mars 2017).

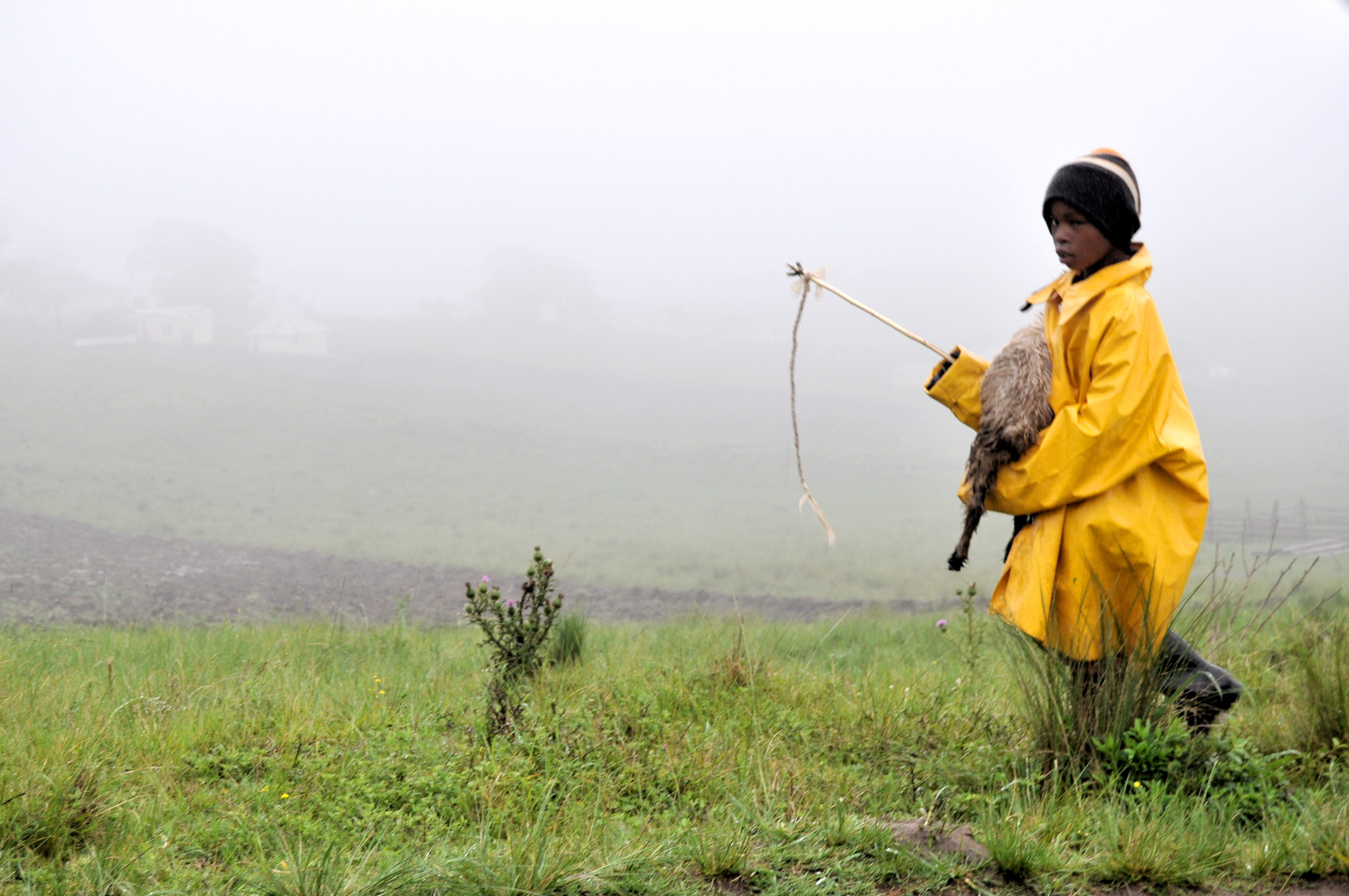
Jeune berger recueillant un animal blessé dans une zone rurale du Cap-Oriental (Afrique du Sud).

La santé animale concerne l'animal domestique (de compagnie ou de rente) et l'animal sauvage. C'est un enjeu éthique, sanitaire et économique car de nombreuses maladies sont zoonotiques (c'est-à-dire pouvant se transmettre entre animaux humains et non humains).
La santé animale peut être dégradée par de nombreux facteurs :
- indirects comme la dégradation environnementale (pollution], disparition d'habitats, fragmentation écologique…) ou pour certaines espèces le dérèglement climatique qui ajoutent leurs effets à la perte de biodiversité, l'introduction de nouveau microbes et d'espèces invasives, l'élevage intensif ou la promiscuité entre animaux peut favoriser les épidémies. Le contact avec des éléments toxiques (plomb, pesticides…) ; Stress général ou aigu par exemple induit par de mauvaises conditions d'élevage, de transport ou d'abattage des animaux ;
  - Nutrition mal équilibrée (carences minérales et/ou de vitamines) ;
  - Mauvaise disponibilité en eau (lié à l'aridité du lieu…) ;

- directs comme l'exposition aux
  - parasitoses (Ténia, Douve…) ;
  - Maladies bactériennes (peste porcine…) ;
  - Maladies virales (grippe aviaire…).

## En France

### Gouvernance sanitaire
En 2012, la santé animale est rapprochée de la santé végétale.
La nouvelle « gouvernance sanitaire en santé animale et végétale » se met en place en 2012, à la suite des États généraux du sanitaire (début 2010) avec 3 décrets du 1er juillet 2012 (composition et fonctionnement des structures devant émettre les avis pour la politique sanitaire, mais aussi sur la hiérarchisation des maladies animales et des organismes nuisibles aux végétaux (en vue de leur catégorisation).

### Veille, éco-épidémiologie
En France, des réseaux de vétérinaires et administrations (DSV, DRAAF, DDPP/DDCSPP, DAAF) assurent cette veille. Un réseau dit « SAGIR », autour de l'ONCFS, avec les services vétérinaire assure un suivi de la faune sauvage. Et, un système d'information géographique dit MAPSIGAL (préfigurant GEOSIGAL 2) seront en place dans les services déconcentrés de l'État le 1er juin 2011 pour mieux répondre aux situations de gestion de crise et plan d'urgence.